# آلدربرنچ (تگزاس)
آلدربرنچ (به انگلیسی: Alderbranch) یک منطقهٔ مسکونی در ایالات متحده آمریکا است که در شهرستان اندرسون، تگزاس واقع شده‌است. آلدربرنچ ۱۱۱٫۸۶ متر بالاتر از سطح دریا واقع شده‌است.